# Sant'Alessio in Aspromonte
Sant'Alessio in Aspromonte är en ort och kommun i storstadsregionen Reggio Calabria, innan 2017 provinsen Reggio Calabria, i regionen Kalabrien i Italien. Kommunen hade 356 invånare (2017).